# 纳戈尔诺-卡拉巴赫接触线

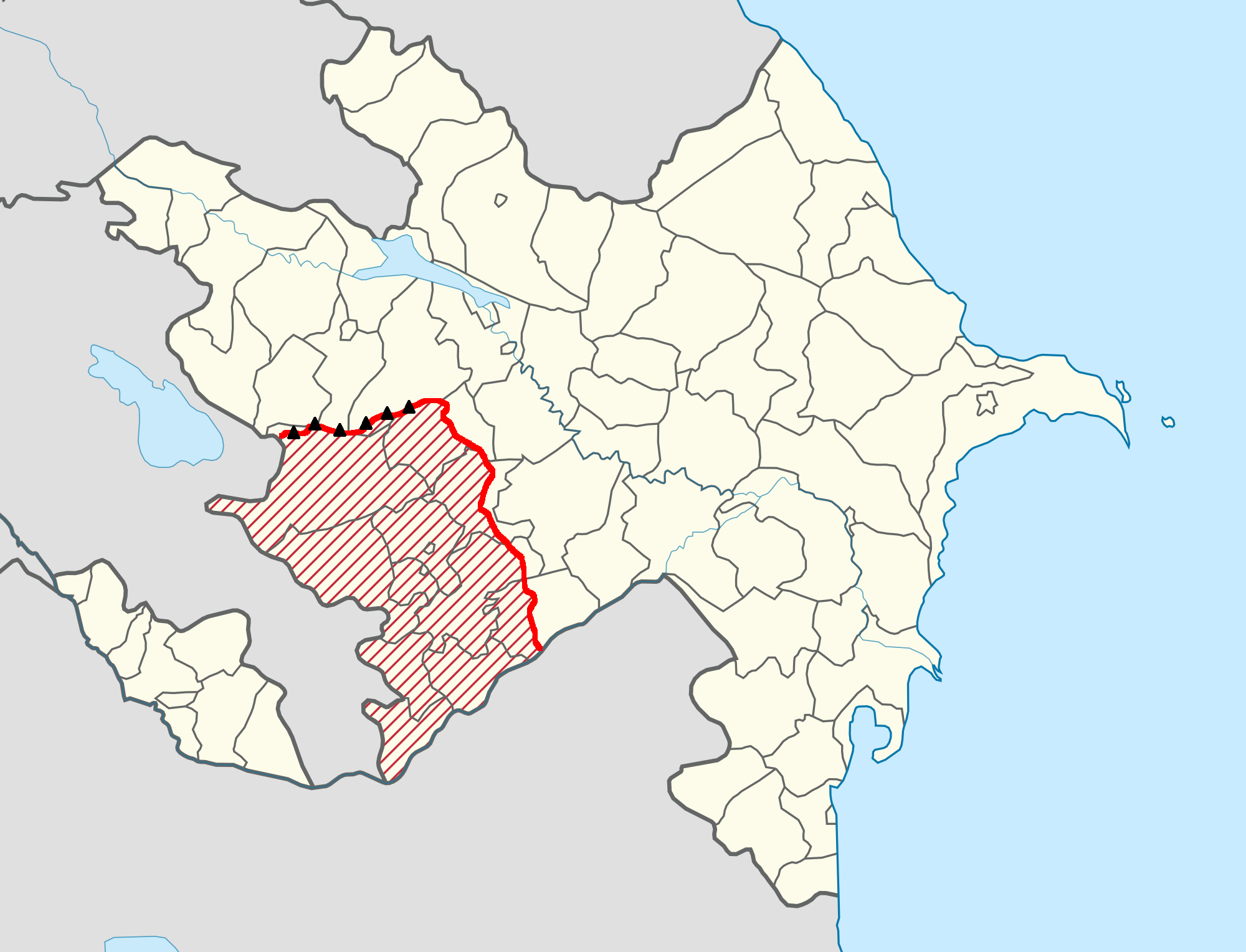
红色為纳戈尔诺-卡拉巴赫接触线，接觸線北段為木罗夫达戈山

纳戈尔诺-卡拉巴赫接触线是在1994年5月纳戈尔诺-卡拉巴赫战争停火之后成立的軍事分界線，也是此後至2020年纳戈尔诺-卡拉巴赫戰爭前阿爾察赫共和國與阿塞拜疆的分界線。纳戈尔诺-卡拉巴赫接触线北段為木罗夫达戈山。接触线的长度介於180公里至200公里之间。2020年纳戈尔诺-卡拉巴赫战争爆发後，阿塞拜疆部隊越過接觸線進攻阿爾察赫共和國並佔領該國部分領土，接触线實際上已不復存在。